# Telepass (azienda)
Telepass S.p.A. è un'azienda italiana che opera nel settore dei servizi per la mobilità urbana ed extraurbana, basati su app. Fa parte del gruppo Mundys, a sua volta controllato da Edizione.
È conosciuta come azienda attiva nel settore della gestione e commercializzazione dei sistemi di pagamento automatico del pedaggio autostradale (Telepass e Viacard), basati su OBU (On Board Unit), nonché della riscossione dei pedaggi.

## Storia
È nata il 7 ottobre 2008 con il conferimento delle attività di pagamento del pedaggio autostradale da Autostrade per l'Italia che, tramite Essediesse, società di riscossione del pedaggio per la società, la controllava al 100%.
Fino al 16 febbraio 2011 la società ha gestito Telepass Mobile, un operatore virtuale (ESP MVNO) basato su servizi collegati agli utilizzatori di Telepass che si appoggiava alla rete Wind; dopo tale data i clienti che non hanno fatto recesso dal contratto divennero utenti Wind.
Dal 2006 al 2015 l'offerta si è ampliata ad altri servizi quali pagamento di parcheggi, ZTL, strisce blu e traghetti, poi anche di taxi e treni.
A fine 2016, nell’ambito del piano di riorganizzazione societaria in seno alla controllante Atlantia (poi Mundys), il 100% delle azioni di Telepass S.p.A. è stato acquistato da Atlantia.
A dicembre 2016 è stata sviluppata Telepass Pay, circuito per il pagamento di tutti i servizi legati alla mobilità personale, da giugno 2017 iscritta all’albo degli intermediari di moneta elettronica. Nel 2017 è nato il Gruppo Telepass.
Nel 2021 Atlantia ha ceduto il 49% del capitale di Telepass al gestore globale di private equity Partners Group, per conto dei propri fondi in gestione.
In aprile 2018 è stata lanciata la piattaforma proprietaria che offre assicurazioni sulla mobilità. Alla fine dello stesso anno sono stati attivati servizi di pagamento dello skipass.
A inizio 2019 sono state attivate le prime partnership con operatori specializzati per noleggiare e pagare con Telepass i monopattini elettrici, gli scooter elettrici e le e-bike. 
Tra gli altri servizi forniti, Telepass permette di acquistare biglietti aerei nazionali e internazionali (2023) e il city pass di Venezia che comprende parcheggi, biglietti del vaporetto, transfer da e per l'aeroporto di Venezia Marco Polo e per quello di Treviso, ingressi in chiese e musei veneziani.
Il gruppo Telepass è composto dalle seguenti società:
- 100% di Telepass S.p.A.
- 100% di Telepass Broker
- 100% di Telepass Assicura[4]
- 70% di Urbi
- 100% di Infoblu
- 69,97% di Wash Out
- 100% di KMaster

## Azionariato
- 51% Mundys S.p.A.
- 49% Partners Group

Fonte: telepass.it